# Кшиштоф Ходкевич
Кшиштоф Ходкевич (*д/н — 3 жовтня 1652) — державний та військовий діяч, урядник Речі Посполитої.

## Життєпис
Походив з руського (україно-білоруського) магнатського роду Ходкевичів власного гербу. Другий син Єроніма Ходкевича, воєводи мстиславльського, та Ганни Тарло.
Брав участь у першій польсько-шведській війні, що почалася 1600 року. Був при облозі Пернова, що почалася 28 лютого 1601 року під час польсько-шведської війни 1600—1629 років. Облогою керував стриєчний брат Криштофа — Ян Кароль Ходкевич. У 1611 році призначається хорунжим великим литовським. Брав участь у Хотинській війні 1622 року з Османською імперією.
У 1616 році після смерті Олександра Юзефа Лісовського, прийняв тимчасове командування над лісовчиками, які під його керівництвом в тому ж році взяли і спалили Курськ, але не захопили дитинець. Після цього за підтримки козаків на чолі з Михайлом Пирським захопив місто Оскол. Звитяжив у битві під Болховом, після чого відійшов до кордону, де близько березня 1617 року Яном Каролем Ходкевичем був призначений постійним очільником полку. У 1623 році стає конюшим литовським.
З 1627 року як ктитор Супрасльського Благовіщенського монастиря зменшив кількість ченців до 6. З 1631 року сперечався з уніатським митрополитом Йосифом Рутським щодо контролю над монастирем. У 1635 році королівський трибунал прийняв бік Рутського. Після цього Ходкевич припинив фінансову та іншу підтримку Супрасльського монастиря.
У 1632 році як посол від Троцького воєводства брав участь в елекційному сеймі, де було обрано королем Владислава Вазу. У 1633 році був учасником коронаційному сейму. Того ж року призначається каштеляном Троцьким та членом комісії з організації війська для війни з Московським царством. Брав участь у Смоленській війні.
У 1636 році — каштеляном віленським. Обирався маршалком Трибуналу Великого князівства Литовського в 1635, 1639, 1643, 1647 і 1651 роках. У 1636 році за його кошти почалося будівництво монастиря домініканців в Новогрудку, в якому зберігся портрет Ходкевич.
У 1642 році стає воєводою віленським (обіймав посаду до самої смерті). У 1643—1644 роках отримує староства бобруйське, кревське, гродненське. також стає державцею вишневським і беліцьким. Після смерті короля Владислава IV в 1648 році підтримував його брата — Яна Казимира — як кандидата на престол. У 1648 році з початком визвольної боротьби українського народу підпроводом Богдана Хмельницького за власний рахунок сформував піхотний полк на 20 400 злотих (згодом гроші Криштофу були повернуті сеймом).
Помер у 1652 році.

## Родина
1. Дружина — Ельжбета, донька Станіслава Кішки, старости жемайтського
Діти:
- Александр Кшиштоф (1615—1676), єпископ Венденський з 1649 року
- Ян Казимир (1616—1660), каштелян віленський
- Єронім Кароль (1618—1650), староста мозирський

2. Дружина — Софія, донька князя Теодора Друцького-Горського